# Amerikanische Weiß-Eiche
Die Amerikanische Weiß-Eiche (Quercus alba) ist eine Pflanzenart aus der Gattung der Eichen (Quercus) innerhalb der Familie der Buchengewächse (Fagaceae). Sie ist im östlichen Nordamerika verbreitet. Ihr großes Verbreitungsgebiet sowie etliche markante Einzelexemplare tragen zur Popularität der White Oak in Nordamerika bei. So ist die Amerikanische Weiß-Eiche der Staatsbaum der US-Bundesstaaten Connecticut, Illinois und Maryland. In Mitteleuropa ist sie als Parkbaum nur selten anzutreffen, obwohl sie winterhart ist.

## Beschreibung

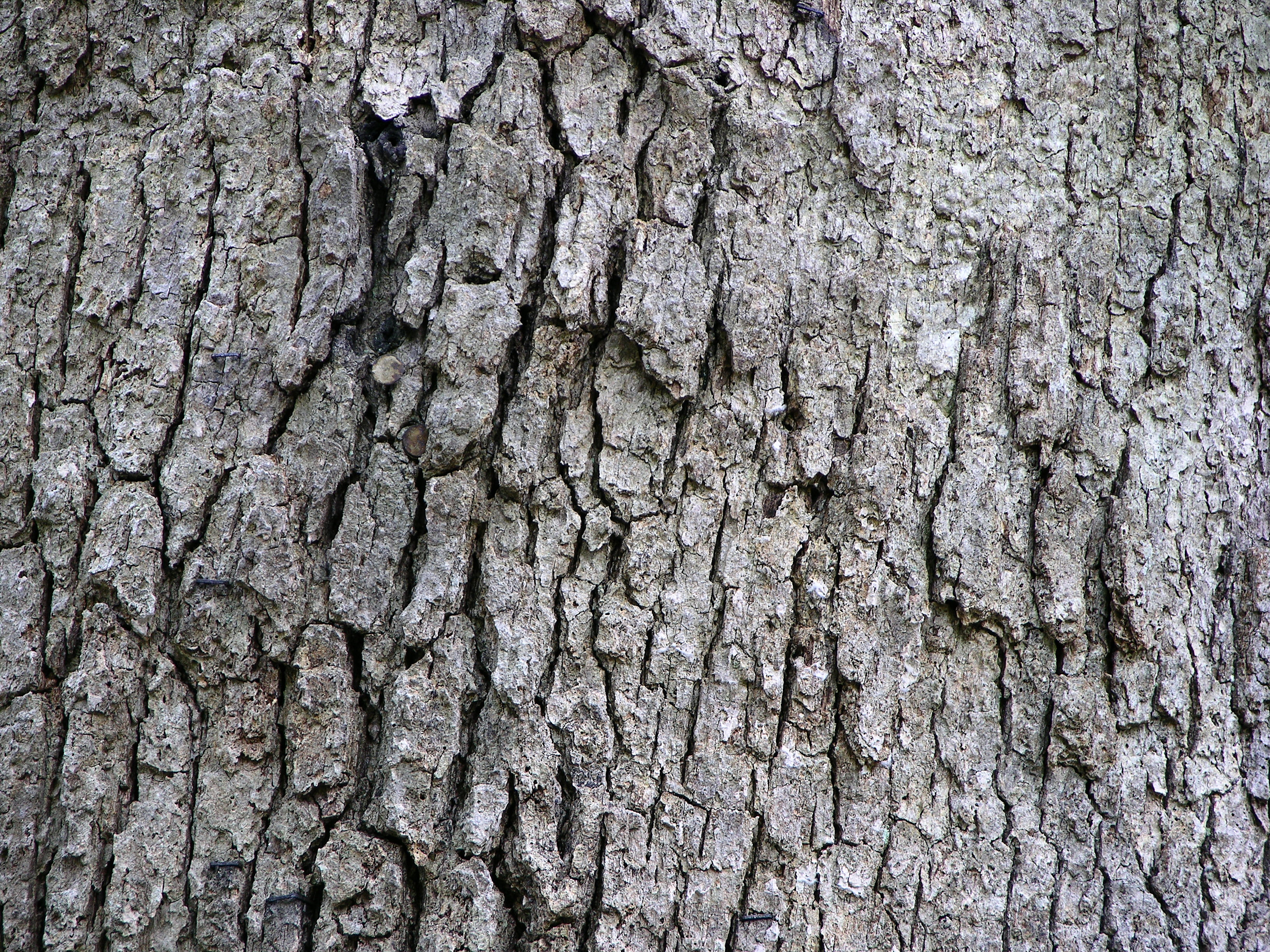
Borke der Amerikanischen Weiß-Eiche

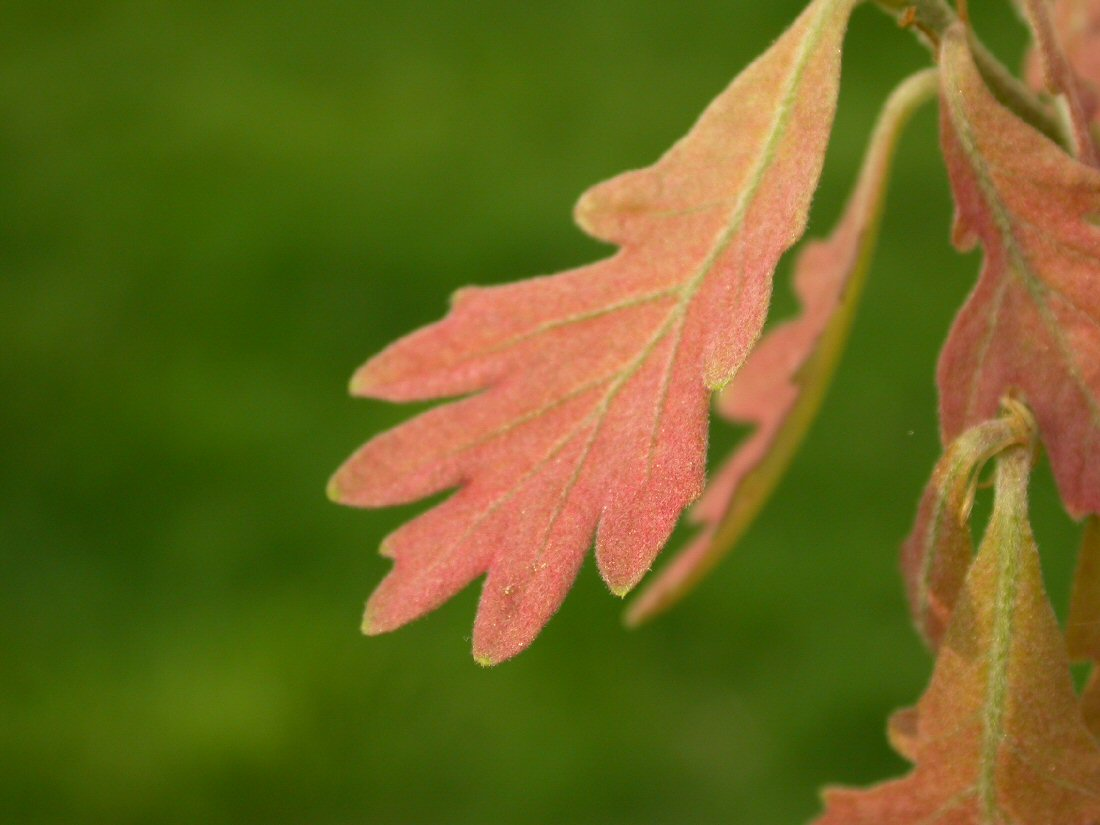
Laubblätter im Austrieb

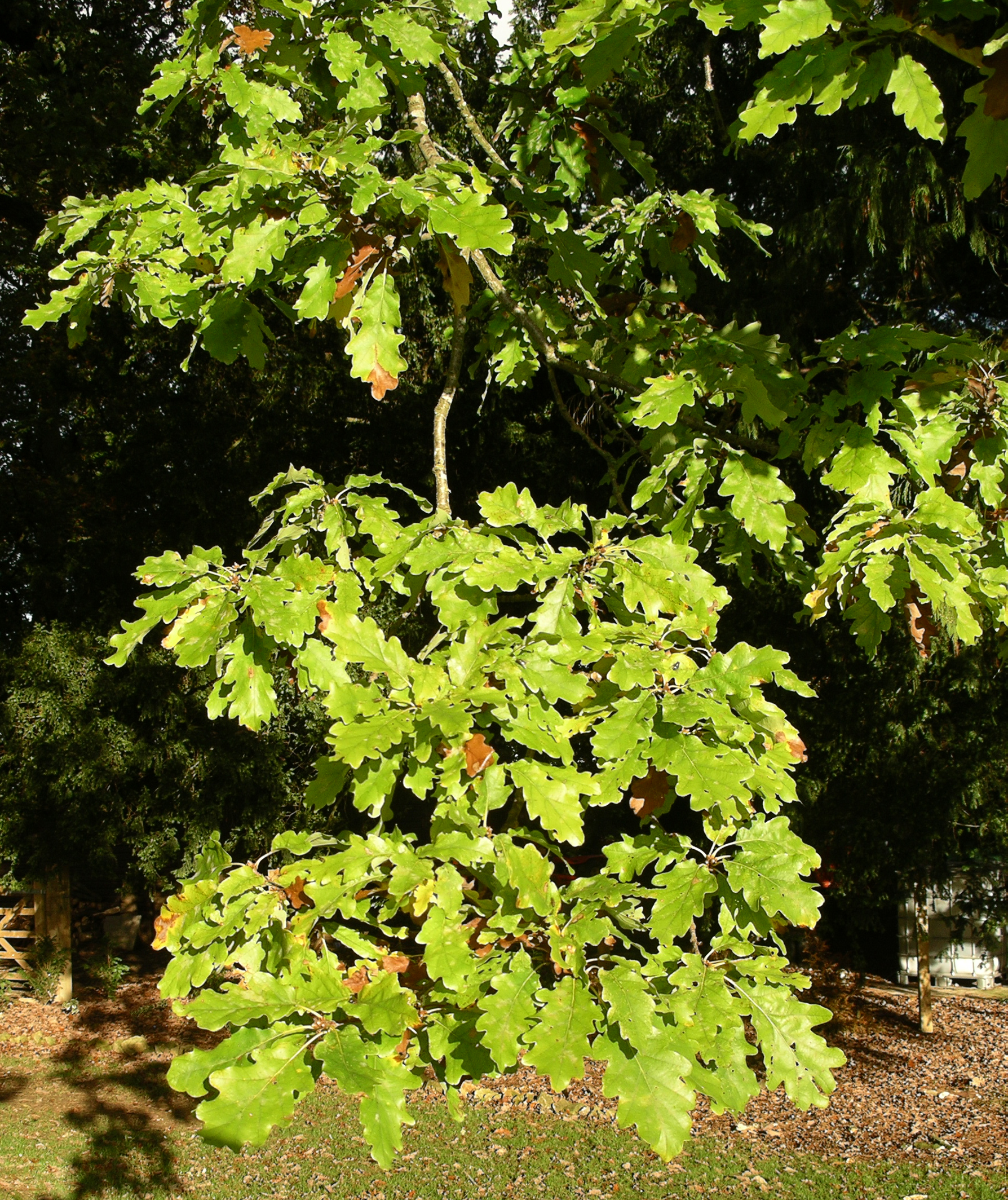
Das hellgrüne Laub im Sommer

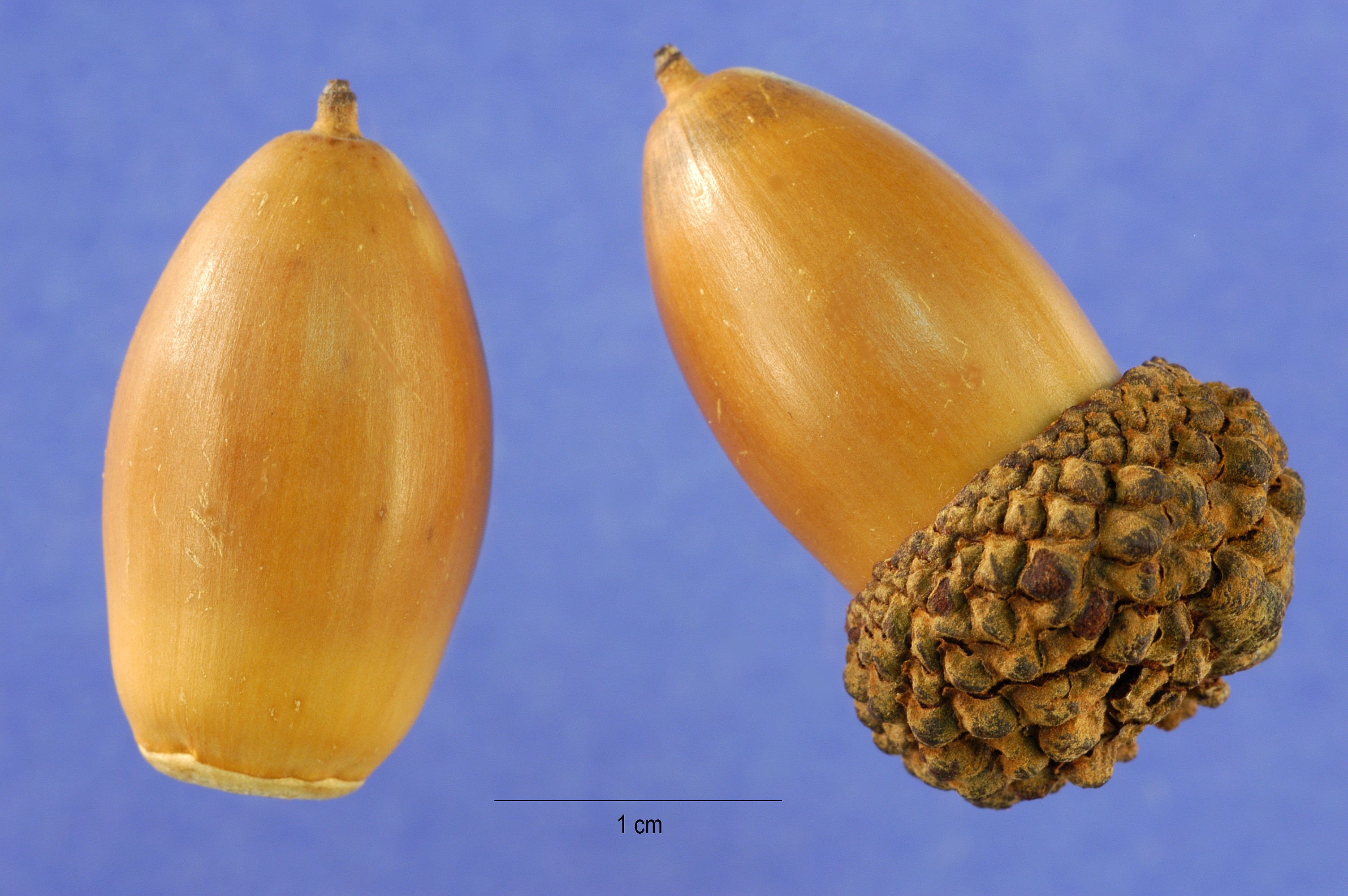
Hellbraune Eicheln mit und ohne Fruchtbecher

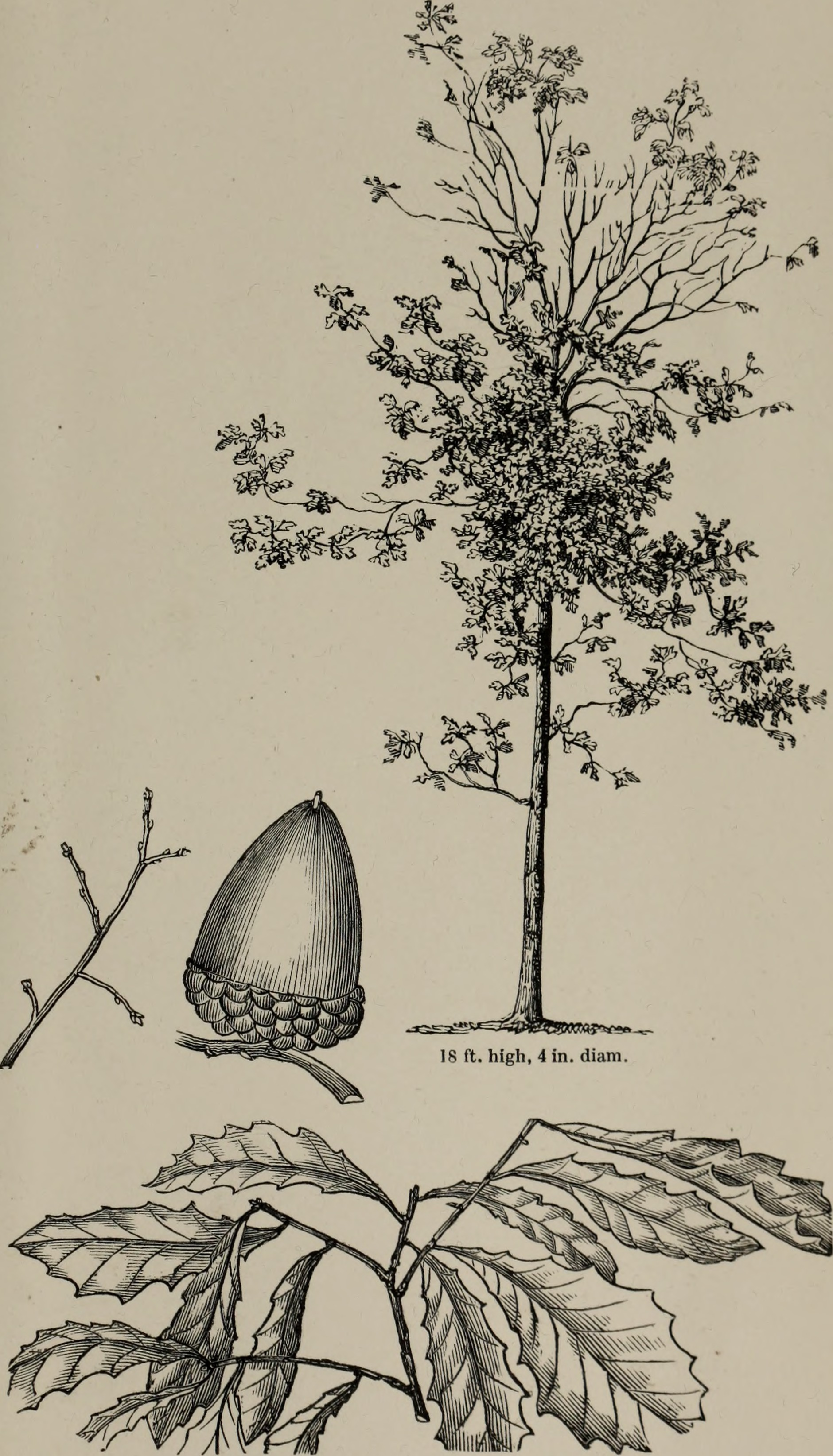
Illustration aus Arboretum et fruticetum britannicum, or - The trees and shrubs of Britain, native and foreign, hardy and half-hardy, pictorially and botanically delineated, and scientifically and popularly described

### Erscheinungsbild und Blatt
Die Amerikanische Weiß-Eiche ist ein sommergrüner Baum. Sie ähnelt in ihrem Aussehen den beiden europäischen Arten Stiel- und Traubeneiche. Im Alter erreicht der Stamm einen Durchmesser von 90 bis 120 Zentimeter bei einer Wuchshöhe des Baums von 25 Metern. Einzeln stehende Exemplare erreichen auch weit größere Ausmaße – Höhen bis maximal 46 Meter und Stammdurchmesser bis 240 Zentimeter. Während die Krone im geschlossenen Wald schmal und der Stamm gerade ist, bilden freistehende Bäume eine tief angesetzte Rundkrone mit waagrechten Ästen aus. In den Höhenlagen der südlichen Appalachen wächst sie nur strauchförmig.
Die Früchte zeigen keine Dormanz, sondern keimen (hypogäisch) bald nach der Reife im September oder Oktober. Dabei wächst im Herbst zuerst die Wurzel, im Frühjahr dann auch der Spross.
Das Wurzelsystem besteht aus einer tief reichenden Pfahlwurzel sowie weit ausgebreiteten oberflächennahen Seitenwurzeln. Es ist empfindlich gegen Überflutung und Bodenverdichtung, tolerant gegen Salz. Durch die tief reichenden Wurzeln können Trockenperioden ausgehalten werden, die Pfahlwurzel macht allerdings das Verpflanzen in der Baumschule schwierig.
Die Rinde junger Zweige ist rötlich oder rot und grün gefärbt und leicht behaart, später wird sie grau und kahl. An älteren Ästen und am Stamm bildet sich eine hellgraue Borke, auf deren Farbe sich der Name bezieht. Die Borke ist rau und in schmale Platten geteilt, manchmal auch gefurcht.
Die braun-roten, glatten Winterknospen sind mit einer Größe von 3 bis 4 Millimetern oval mit stumpfer Spitze.
Die wechselständig an den Zweigen angeordneten Laubblätter sind in Blattstiel und Blattspreite gegliedert. Der Blattstiel ist 1 bis 3 Zentimeter lang. Die einfache Blattspreite ist etwa 12 bis 20 Zentimeter lang und 9 Zentimeter breit, die Breite ist oberhalb der Mitte am größten. Sie weist beiderseits zwei bis vier Blattlappen auf, deren Enden rund zulaufen. Die Einschnitte zwischen den Blattlappen reichen etwa ein Drittel bis sieben Achtel in die Blattspreite hinein; der Spreitengrund läuft keilförmig zu. Die Blattoberseite ist hellgrün bis grau-grün, die Unterseite heller bis weißlich und im Austrieb leicht behaart. Die Herbstfärbung ist purpur-rot bis braun-violett, die trockenen Blätter bleiben bis weit in den Winter am Baum haften.

### Blütenstand, Blüte und Frucht
Die Amerikanische Weiß-Eiche ist einhäusig getrenntgeschlechtig (monözisch). Die männlichen, gelblich-grünen Blüten sind zu locker herabhängenden, 5 bis 10 Zentimeter langen Blütenständen zusammengefasst, die aus Knospen an der Basis der neu austreibenden Zweige entspringen. Die weiblichen Blüten sind rötlich und stehen zu zweit oder dritt zusammen, sie stehen in Blattachseln entlang des neuen Austriebs. Die Blütezeit liegt im Frühjahr, etwa Ende März bis Ende Mai, gleichzeitig mit dem Laubaustrieb. 
Die Früchte reifen noch im selben Jahr. Die Eicheln stehen einzeln oder zu zweit oder zu dritt zusammen, sie sind kurz oder gar nicht gestielt. Der rauschuppige Fruchtbecher (Cupula) umschließt weniger als ein Drittel der Eichel. Diese hat eine Länge von etwa 2 Zentimetern und ist hellbraun gefärbt. Erste Früchte werden im Alter von 20 bis 50 Jahren gebildet, reiche Fruchtbildung erfolgt alle vier bis zehn Jahre.

### Chromosomenzahl
Die Chromosomenzahl beträgt 2n = 24.

## Vorkommen

Verbreitungsgebiet

Die Amerikanische Weiß-Eiche hat ihr angestammtes und größtes Verbreitungsgebiet im östlichen Nordamerika. Die Nordgrenze der Verbreitung bildet ungefähr die kanadische Grenze bzw. die Großen Seen, im Westen reicht das Areal bis zur Prärie, ziemlich genau entlang des 95. Längengrades. Im Osten bildet der Atlantik die Grenze; im Süden ist der Baum mit Ausnahme eines schmalen Streifens an der Küste zum Golf von Mexiko und am Unterlauf des Mississippi zu finden. Die besiedelten Höhenlagen reichen von Meereshöhe bis 1700 Meter.
Innerhalb dieses großen Areals werden unterschiedliche Bodenqualitäten besiedelt: die Amerikanische Weiß-Eiche findet sich oft auf nährstoffärmeren und trockeneren Böden, die größten Exemplare wachsen jedoch auf gut drainierten, nährstoffreichen Lehm-Böden. Jahresdurchschnittstemperaturen werden von der Weiß-Eiche von 7 °C im Norden bis zu 21 °C im Süden toleriert; als Jahresniederschlag genügen 750 Millimeter, aber diese Baumart kann auch bis zu 2000 Millimeter aushalten.
Die größten Vorkommen finden sich im Tal des Ohio und im mittleren Mississippi-Tal bei einer Durchschnittstemperatur von 13 °C mit 1000 Millimetern Jahresniederschlag. In den höheren Lagen der nördlichen Appalachen, wo Nadelgehölze dominieren, fehlt diese Eichenart meist, ebenso in staunassen Niederungen.
Im gesamten Verbreitungsgebiet wächst die Amerikanische Weiß-Eiche in sommergrünen Laubwäldern. Während sie im Norden ihres Verbreitungsgebietes selten oberhalb von 150 Metern anzutreffen ist, findet man sie in den südlichen Appalachen in Höhenlagen bis zu 1700 Metern. Im Norden kommt sie auch in Mischwäldern vor und ist mit Quercus ellipsoidalis, Quercus prinus, der Grau-Birke, Weymouths-Kiefer, Kanadischen Hemlocktanne und dem Zuckerahorn vergesellschaftet. Weiter südlich kommen verschiedene Rot-Eichen und Hickorys hinzu sowie der Amberbaum, Färber-Eiche und Quercus macrocarpa. Im Süden des Verbreitungsgebietes treten in Gesellschaft der Art auf trockenen Standorten verschiedene Kiefern-Arten auf, begleitende Eichen sind Quercus falcata, Scharlach-Eiche und Quercus michauxii. In der Wald-Klassifikation der Society of American Forresters sind drei Wald-Typen nach der Amerikanischen Weiß-Eiche benannt: White Oak – Black Oak (Färber-Eiche) – Northern Red Oak (Roteiche) (Typ 52), White Oak (Typ 53) und Yellow-Poplar (Tulpenbaum) – White Oak – Northern Red Oak (Typ 59).

## Ökologie

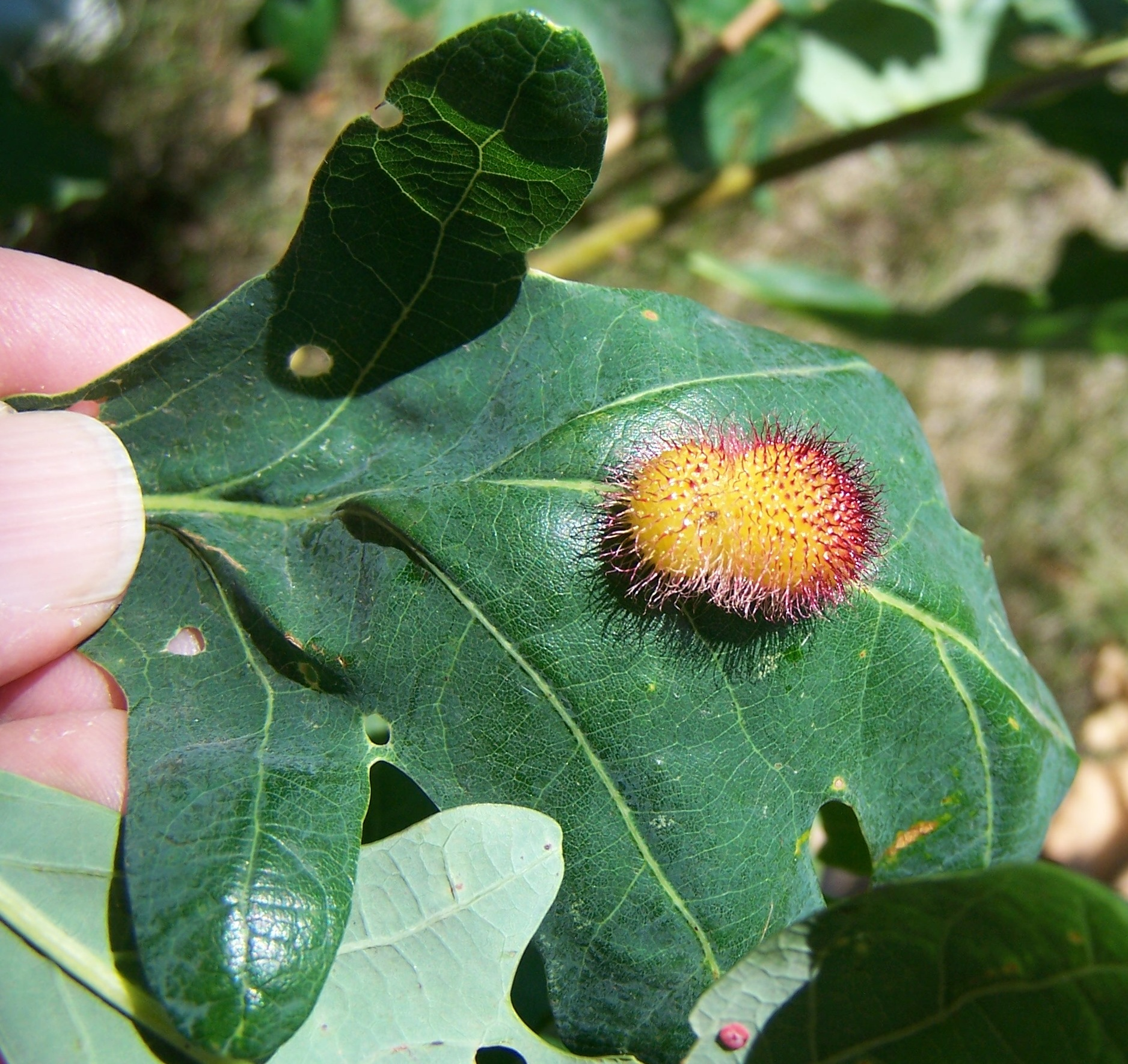
Sogenannte „Igel-Galle“, wie sie von Gallwespen der Gattung Cynips hervorgerufen wird

Junge Pflanzen können im Halbschatten aufwachsen, ältere Bäume vertragen eine Beschattung schlechter. Keimlinge, die in sehr schattigen Bereichen stehen, können viele Jahre verharren, bis eine Lücke im Kronendach entsteht. Auf Beschädigung durch Feuer reagiert die Amerikanische Weiß-Eiche mit starken Stockausschlägen. Die Früchte sind nicht bitter und werden von einer ganzen Reihe von Tierarten gefressen, unter anderem von Rotkopfspecht, Weißwedelhirsch, Zahnwachteln, Streifenhörnchen, Waschbär, Truthuhn sowie verschiedene Mäusen. Grauhörnchen und Blauhäher sorgen für die Verbreitung, indem sie Früchte als Vorrat im Boden verstecken. Der Weißwedelhirsch frisst auch die Blätter.
Misteln der Gattung Phoradendron wachsen auf den Ästen, während im Wurzelbereich die Pflanzenart Aureolaria flava wahrscheinlich als Epiparasit lebt. Ebenfalls im Wurzelbereich der Amerikanischen Weiß-Eiche finden sich diverse Pilze, etwa Russula vesca, Lactarius quietus, Cortinarius- und Hymenogaster-Arten. Das Holz der Eiche wird ebenfalls von Pilzen besiedelt. Wichtige Schädlinge sind der Igel-Stachelbart und Vertreter der Gattungen Chrysoplenium, Sclerotina, Helotium, Corticium und Strumella, diese besiedeln lebende Bäume. Auf totem Holz findet man noch eine Vielzahl weiterer Pilze, etwa Polyporus frondosus und Polyporus sulphureus sowie Vertreter der Gattungen Bulgaria und Mycena. Alle Teile der Weiß-Eiche werden von diversen Insekten besiedelt. Wirtschaftlich wichtig sind dabei vor allem Arten, die das Holz zerstören. Allein 400 verschiedene Insekten treten als Gallenbildner an der Amerikanischen Weiß-Eiche auf. Darunter finden sich Arten aus den Gattungen Callirhytis, Cynips, Cecidomyia, Taphrina, Dishlocaspis, Andricus und Neuroterus.

## Verwendung

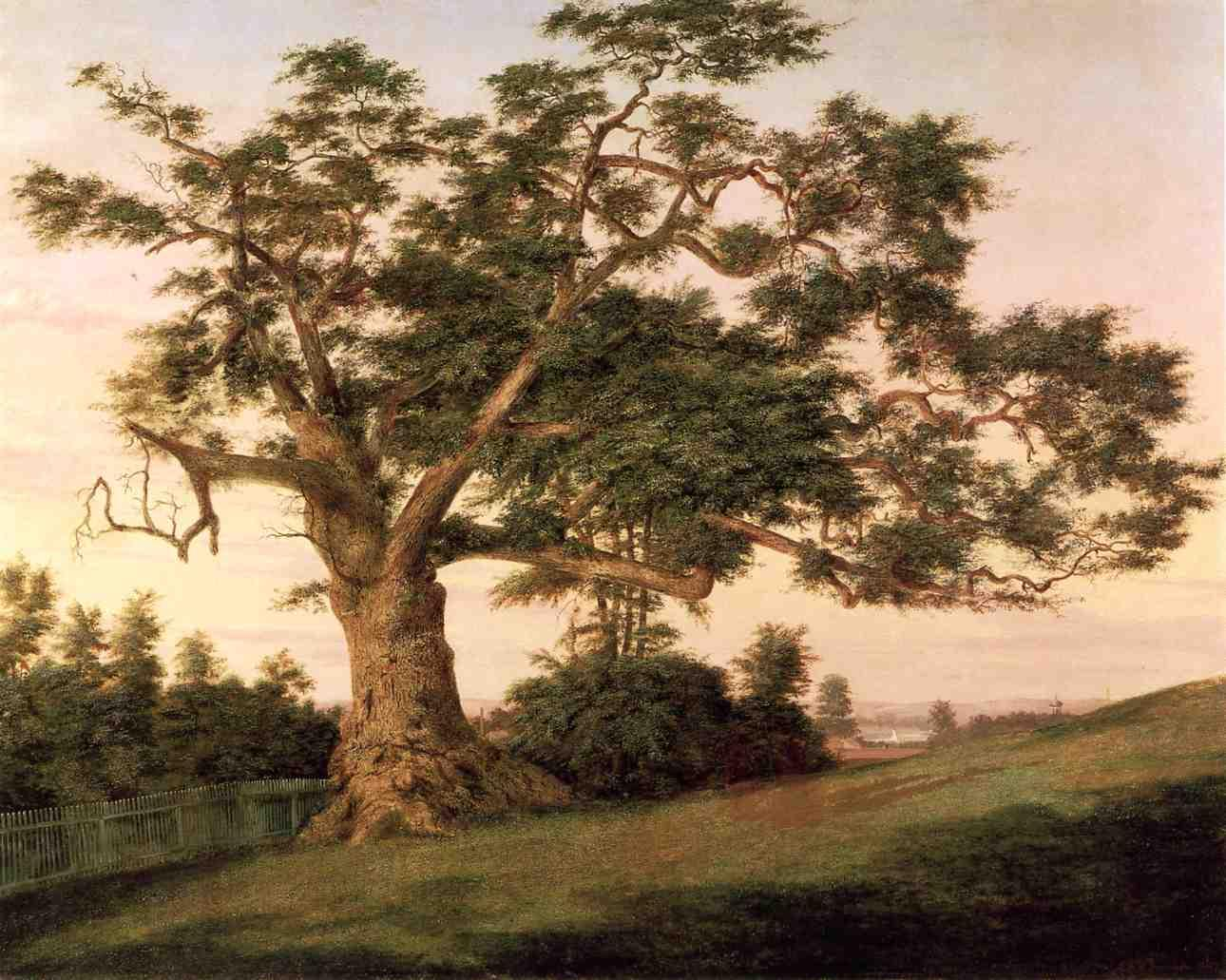
The Charter Oak, Gemälde von Charles De Wolf Brownell, 1857

Das Holz ist schwer und dauerhaft, es lässt sich gut bearbeiten und ist entsprechend geschätzt. Allerdings lässt es sich nur schwer imprägnieren und nimmt keine Flüssigkeit auf. Aus diesem Grund wird es gerne für Fässer, etwa Wein-, Rum- oder Whiskey-Fässer, verwendet. Da Roteichen schneller wachsen und ihr Holz sich imprägnieren lässt, werden sie im Forstbetrieb inzwischen häufiger gepflanzt.
Gelegentlich wird die Amerikanische Weiß-Eiche als Zierbaum oder Alleebaum gepflanzt. Im Handel ist nur die Art, keine ausgelesenen Sorten. Von den Indianern wird die Verwendung der Rinde als Medizin berichtet. Die Eicheln wurden als Nahrungsmittel genutzt.

## Systematik
Die Erstveröffentlichung von Quercus alba erfolgte 1753 durch Carl von Linné in Species plantarum, 2, Seite 996.
Quercus alba gehört zur Sektion Quercus in der Untergattung Quercus innerhalb der Gattung Quercus. Die Eichen-Arten dieser Sektion werden zusammenfassend auch Weiß-Eichen genannt. Hybride mit verschiedenen anderen Eichen aus dieser Sektion wurden in der Natur beobachtet. 

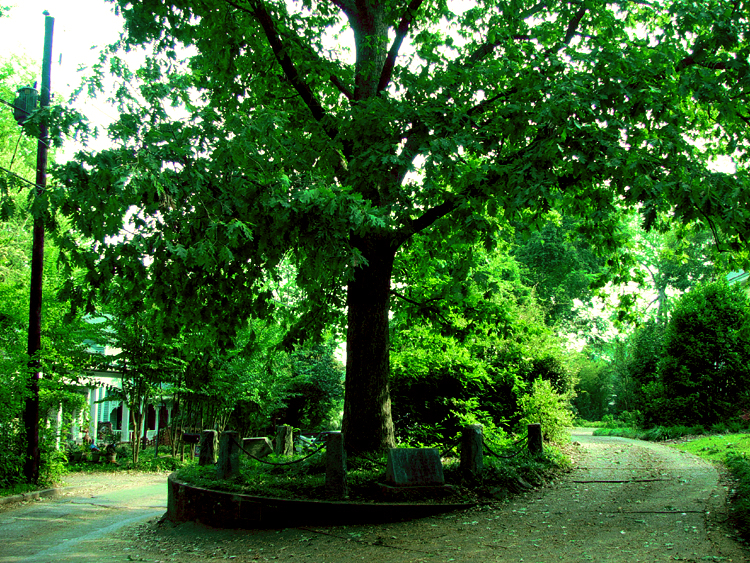
Der Son of The Tree That Owns Itself in Athens, Georgia

## Besondere Einzelexemplare
- In einer Höhlung der Charter Oak versteckten die Siedler der Colony of Connecticut 1687 der Legende nach ihre Charta, als der königliche Gouverneur sie beschlagnahmen wollte.
- Der Tree That Owns Itself (Englisch für „Baum, der sich selbst besitzt“) stand in der Stadt Athens im US-Bundesstaat Georgia. Dieses Baumexemplar wurde berühmt dafür, dass es „sich selbst als Besitz zurückgegeben“ wurde. An der gleichen Stelle wächst mittlerweile ein Nachfolgeexemplar Son of the Tree that Owns Itself, das aus einer Eichel des 1942 umgefallenen Baumes gezogen wurde. Der Baum stellt heute eine Touristenattraktion dar und ist mittlerweile über 15 Meter hoch.
- Die beiden Council Oaks in Arkansas markierten das Zusammentreffen von Robert Crittenden und Anführern der Cherokee, bei dem die Indianer zusagten, das Südufer des Arkansas River zu verlassen.
- Die Holly Halls White Oak in Maryland soll schon bei der Ankunft William Penns im Jahre 1682 gestanden haben.
- Als größte Amerikanische Weiß-Eiche wurde die Wye Oak im Wye Oak State Park gelistet, mit einem Stammumfang von über neun Metern, einer Höhe von 30 m und einem Kronendurchmesser von 48 m. Sie wurde am 6. Juni 2002 durch ein Gewitter zerstört.[6]
- Die Linden-Eiche in Maryland ist das derzeit größte bekannte Exemplar der Art.
- Im Garten des Palacio de Viana in Córdoba (Spanien) steht eine über 400 Jahre alte Weiß-Eiche Palacio de Viana.

## Belege und Weiterführendes
- H. Miller & S. Lamb: Oaks of North America. Naturegraph Publishers, 1985, ISBN 0-87961-137-5, S. 169ff.
- L. Moore: White Oak. - US Department of Agriculture Plant Fact Sheet, 2002. Online, abgerufen am 6. September 2007 (PDF; 99 kB)
- Kevin C. Nixon: Fagaceae. In: Flora of North America Editorial Committee (Hrsg.): Flora of North America North of Mexico, Volume 3 – Magnoliidae and Hamamelidae, Oxford University Press, New York und Oxford, 1997, ISBN 0-19-511246-6: Quercus alba – textgleich online wie gedrucktes Werk.
- R. Rogers: White Oak. 1990 In: R. M. Burns & B. H. Honkala (Hrsg.): Silvics of North America. U.S. Department of Agriculture. Online, abgerufen am 6. September 2007
- D. A. Tirmenstein: Quercus alba. 1991 In: Fire Effects Information System. = FEIS des U.S. Department of Agriculture. Online, abgerufen am 6. September 2007